# Paul Wulf

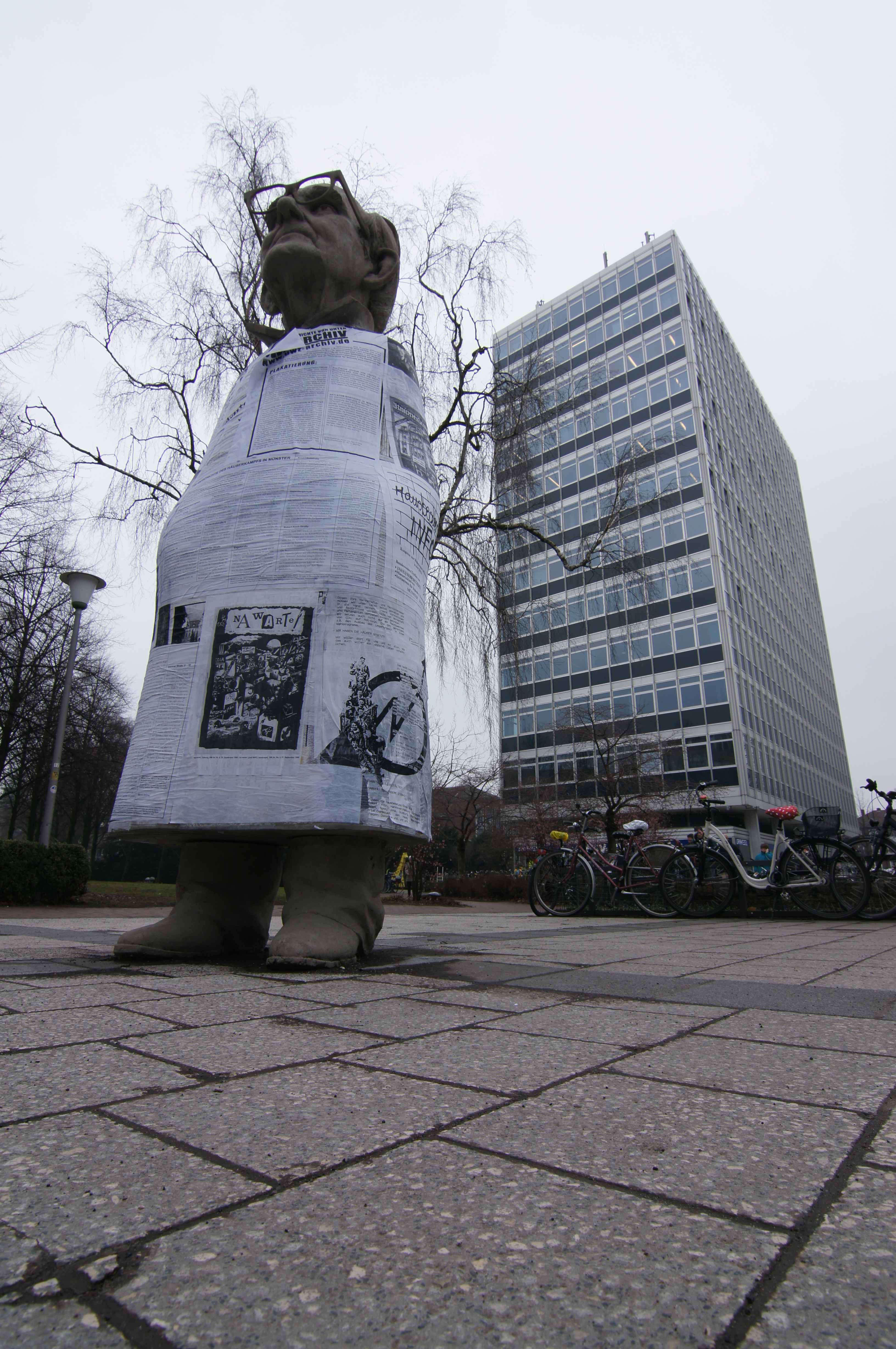
Silke Wagners Skulptur-Projekt „Münsters Geschichte von unten“, am Servatiiplatz in Münster, stellt Paul Wulf dar.

Paul Wulf (* 2. Mai 1921 in Essen-Altenessen; † 3. Juli 1999 in Münster) war ein Opfer des NS-Regimes, das seine Zwangssterilisation als angeblich „Schwachsinniger“  gerichtlich aufarbeitete und durch die Organisation von antifaschistischen Ausstellungen in und um Münster regionale Bekanntheit erlangte.

## Leben und Wirken
Wulf wuchs unter proletarischen Verhältnissen im Ruhrgebiet auf. Sein Vater arbeitete von 1921 bis 1928 auf der Zeche Ernestine. Aus finanziellen Gründen schickten die Eltern Wulf 1928 in das Kinderheim des katholischen St. Vincent-Heims in Cloppenburg. 1932 kam er in die jugendpsychiatrische Anstalt in Marsberg. Mangels Heimplätzen lebten hier „gesunde“ und „kranke“ Kinder. Hier wurde Wulf das erste Mal mit rassenhygienischen Maßnahmen konfrontiert. Die Eltern stellten 1937 einen Antrag auf Entlassung, dem der Leiter der Anstalt nur unter der Bedingung der Zwangssterilisation zustimmen wollte. Seinem Patienten stellte der Leiter die Diagnose „angeborenen Schwachsinn ersten Grades“ aus. Die Eltern gaben die geforderte Zustimmung zur Zwangssterilisation. Am 12. März 1938 wurde Wulf im Paderborner Landeskrankenhaus zwangssterilisiert.
Wulf leistete nach seiner Entlassung Widerstand gegen den Nationalsozialismus:

„Er konspirierte mit Kriegsgefangenen, gab Informationen an sie weiter und verübte kleinere Sabotageaktionen.“

Nach 1945 engagierte sich Wulf in der Aufklärung über die Verbrechen der NS-Zeit und personelle Kontinuitäten zwischen NS- und Nachkriegszeit.
Wulf klagte vor dem Amtsgericht Hagen auf Schadensersatz. Das Gericht war 1950 der Ansicht:

„Der Antragsteller hat sich offenbar spät entwickelt und die Entwicklung ist für ihn günstig verlaufen, so daß die Diagnose‚ angeborener Schwachsinn, nicht mehr aufrechterhalten werden kann.“

Einen Schadensersatzanspruch lehnte es mit folgender Begründung ab:

„Erfahrungsgemäß behaupten die Betroffenen, durch die Unfruchtbarmachung körperliche Schäden, die zur Arbeitsunfähigkeit oder Arbeitsbehinderung geführt haben sollen, erlitten zu haben. Die Erfahrung des Wiederaufnahmegerichts lehrt, daß diese körperlichen Schäden durchweg simuliert werden.“

1979 erhielt er als zwangssterilisiertes Opfer des NS-Regimes eine Erwerbsunfähigkeitsrente.
Die Forderung nach Entschädigung der Zwangssterilisierten und die Informationsarbeit über die politischen Umstände der Nichtentschädigung stand im Mittelpunkt seiner antifaschistischen Aktivitäten. Dazu zählten vor allem Recherchen über die Nazivergangenheit Münsteraner Mediziner. So machte  Wulf die Schriften und Aktivitäten des Münsteraner Zwillingsforschers Otmar von Verschuer öffentlich. Wulf konnte dokumentieren, dass Verschuer Leiter der „Zwillingsforschung“ war und von seinem Schüler, dem KZ-Arzt Josef Mengele, unterstützt wurde. Mengele infizierte Menschen im Konzentrationslager Auschwitz-Birkenau und leitete Proben seiner „Forschung“ an den Münsteraner Professor weiter. Diese Recherchen Wulfs blieben ohne Konsequenzen: Bis zu seinem Tod 1969 blieb der zeitweilige Dekan der Medizinischen Fakultät Verschuer Inhaber des Lehrstuhls des neu gegründeten Institut für Humangenetik an der Westfälischen Wilhelms-Universität (WWU) Münster.
Wulf wurde vor allem durch seine antifaschistischen Ausstellungen bekannt. Angeregt durch die Arbeiten von John Heartfield und Ernst Friedrich informierte er über Recherchen und politische Zusammenhänge in Form von Collagen. Zentrale Themen waren die nationalsozialistische Euthanasie, die Aktion T4 und Zwangssterilisation, „die Situation der Frauen, der Jugendlichen und der Sinti und Roma im NS-Staat“. Wulf verstand sich als Anarchist und Kommunist, und war zeitweiliges Mitglied der KPD und der VVN. An außerparlamentarischen und antimilitaristischen Aktivitäten, wie Anti-Atom-, Anti-Kriegs- oder Antifa-Demonstrationen in Münster war er regelmäßig beteiligt.
Der Freund und Dokumentarfilmer Robert Krieg weist darauf hin, dass  Wulf es nicht scheute, seine persönlichen Erfahrungen aus der NS-Zeit öffentlich kundzumachen:

„Paul hat sich als einer der ganz wenigen nicht gescheut, das an ihm begangene Unrecht öffentlich zu machen. Er hat sich als Zwangssterilisierter in der Öffentlichkeit bloßgestellt und dadurch noch einmal stigmatisieren lassen. Er hat es geschafft, die Scham, das Gebot des Schweigens, zu überwinden und ist dadurch zu einem der bedeutendsten Sprecher der ca. 400.000 Menschen geworden, die im Sinne der Reinhaltung der Rasse, der Aussonderung des Andersartigen im Deutschen Reich unfruchtbar gemacht wurden. Mehr als 100 000 von ihnen wurden später im Rahmen des Euthanasie-Programms ermordet.“

## Ehrungen
1991 erhielt er für seine Bildungsarbeit das Bundesverdienstkreuz am Bande, das er nur unter der Kritik an der Auszeichnungspraxis, welche auch ehemalige Nationalsozialisten ehrte, entgegennahm.
Im Rahmen einer Dauerausstellung zur Rolle der Ordnungspolizei im Nationalsozialismus ist in der Bildungsstätte Villa ten Hompel Wulf ein Ausstellungsraum für seine Arbeiten gewidmet.
Die Künstlerin Silke Wagner entwarf für die Skulptur.Projekte 2007 gemeinsam mit dem Münsteraner Umweltzentrum-Archiv-Verein eine Paul-Wulf-Skulptur, als Teil des Projekts „Münsters Geschichte von unten“. Die Skulptur wurde 2007 von den Lesern der Münsterschen Zeitung zur beliebtesten der „Skulptur.Projekte“ gewählt. Im November 2007 kam es zum „Skulpturenstreit“ und die Skulptur wurde zunächst abgebaut. Der 1999 gegründete Freundeskreis Paul Wulf und viele Münsteraner sammelten Geld für Erhalt und Wiederaufstellung der Skulptur. 2010 wurde sie gekauft und auf dem Servatiiplatz in Münster aufgestellt. (Lage) Ein 2011 produzierter Dokumentarfilm von Anne-Katrin Mey und Anabell Schuchhardt beschäftigt sich mit dem Konflikt um die Paul-Wulf-Skulptur. Im Juni 2020 beschloss die Bezirksvertretung Münster-Mitte, den Gedenkort an Wulf dauerhaft zu erhalten.
Nachdem im Mai 2007 bekannt wurde, dass Karl Wilhelm Jötten ein NS-Eugeniker war, forderte Bernd Drücke vom Freundeskreis Paul Wulf unter anderem in der Münsterschen Zeitung die Umbenennung des Jöttenwegs in Paul-Wulf-Weg und stellte einen entsprechenden Bürgerantrag. Daraufhin wurde 2012 der ehemalige Jöttenweg in Münster umbenannt in Paul-Wulf-Weg. Im Sommer 2013 wurde am Paul-Wulf-Weg ein Schild angebracht, das sowohl über das Leben des NS-Täters Karl Wilhelm Jötten, als auch an das des NS-Opfers Paul Wulf informiert.

## Filme
- Robert Krieg, Dagmar Wünnenberg: Paul Wulf: Die nicht vorhersehbare Spätentwicklung des Paul W. Ein Film über die Folgen von Rassegesetzen und Zwangssterilisierungen im Dritten Reich, BRD 1979, Videofilm halbzoll s/w, Länge ca. 45 Min.(Online auf Vimeo)
- WN-TV-Interview mit Bernd Drücke vom Freundeskreis Paul Wulf über Paul Wulf und das Projekt „Münsters Geschichte von unten“, Westfälische Nachrichten, 5. Januar 2009.
- Gerhard Kock (WN-TV/Westfälische Nachrichten) zum zehnten Todestag von Paul Wulf: Online verfügbar
- Anne-Katrin Mey, Anabell Schuchhardt: Dokumentarfilm Paul Wulf und der Skulpturenstreit in Münster. Interviewpartner: Dr. Bernd Drücke (Freundeskreis Paul Wulf), Christoph Spieker (Villa ten Hompel) und Dr. Dietmar Erber (CDU Münster), Universität Duisburg/Essen 2011, Länge ca. 12 Min.
- Beate Vilhjalmsson zum 95. Geburtstag von Paul Wulf, Redebeitrag auf der "Paul bleibt!"-Veranstaltung, Münster, 7. Mai 2016.
- Bernd Drücke: "Paul bleibt!", Redebeitrag für den dauerhaften Erhalt der Paul-Wulf-Skulptur, Münster, 7. Mai 2016